# Chronogaster alata
Chronogaster alata är en rundmaskart som beskrevs av Gerlach 1956. Chronogaster alata ingår i släktet Chronogaster och familjen Leptolaimidae. Inga underarter finns listade i Catalogue of Life.